# Villa Badoer

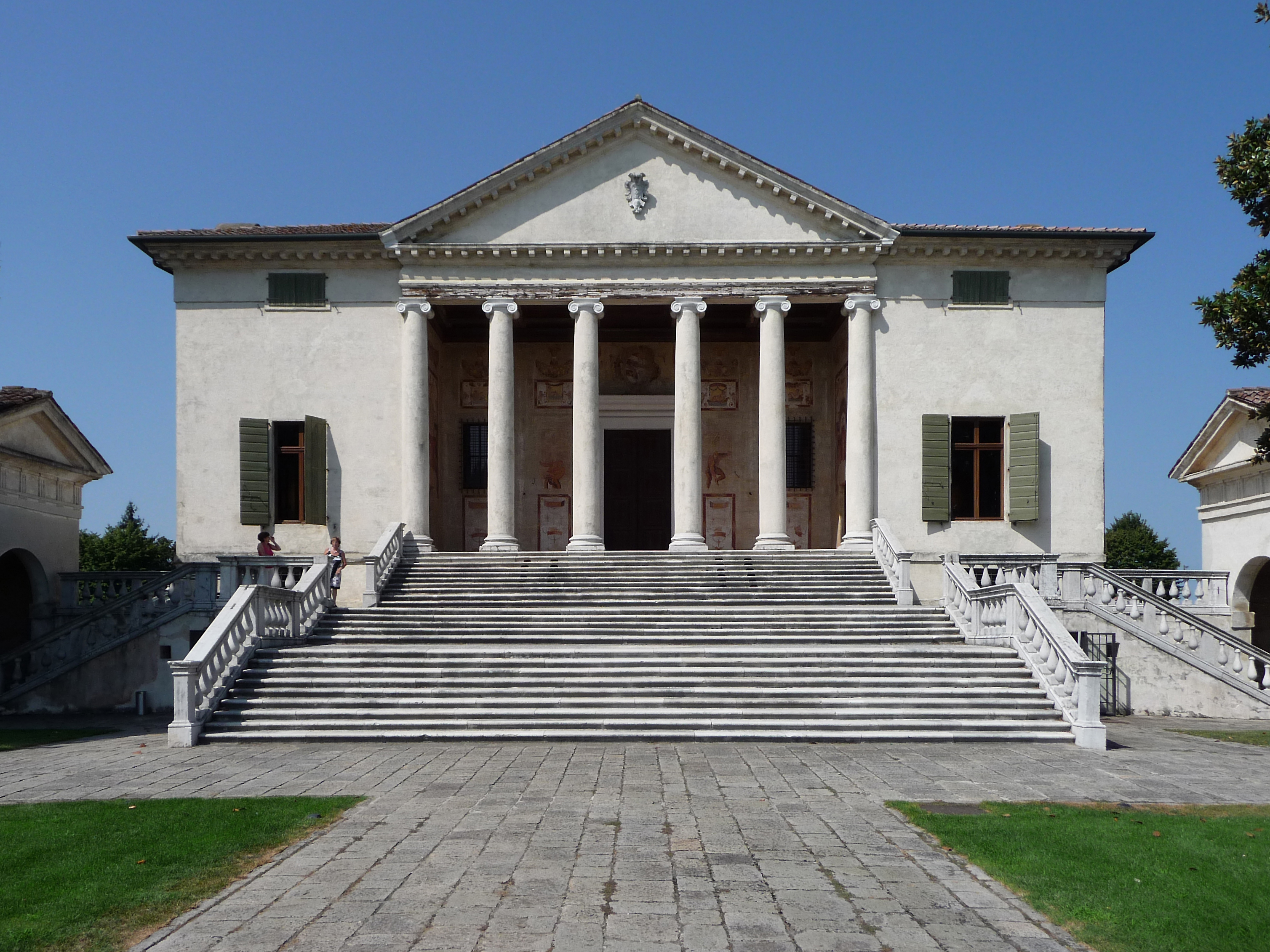
Villa Badoer, Fratta Polesine

Die Villa Badoer liegt in Fratta Polesine (Provinz Rovigo, Venetien). Sie wurde zwischen 1556 und 1563 von Andrea Palladio für den venezianischen Adeligen Francesco Badoer als Herrenhaus und landwirtschaftlicher Betrieb errichtet. Das vollständig restaurierte Gebäude gehört seit 1996 zum UNESCO-Welterbe City of Vicenza and the Palladian Villas of the Veneto. Es ist das erste Gebäude, bei dem Palladio die Fassade mit einem Pronaos ausstattete, sowie sein einziges realisiertes Werk in der Region Polesine.

## Architektur

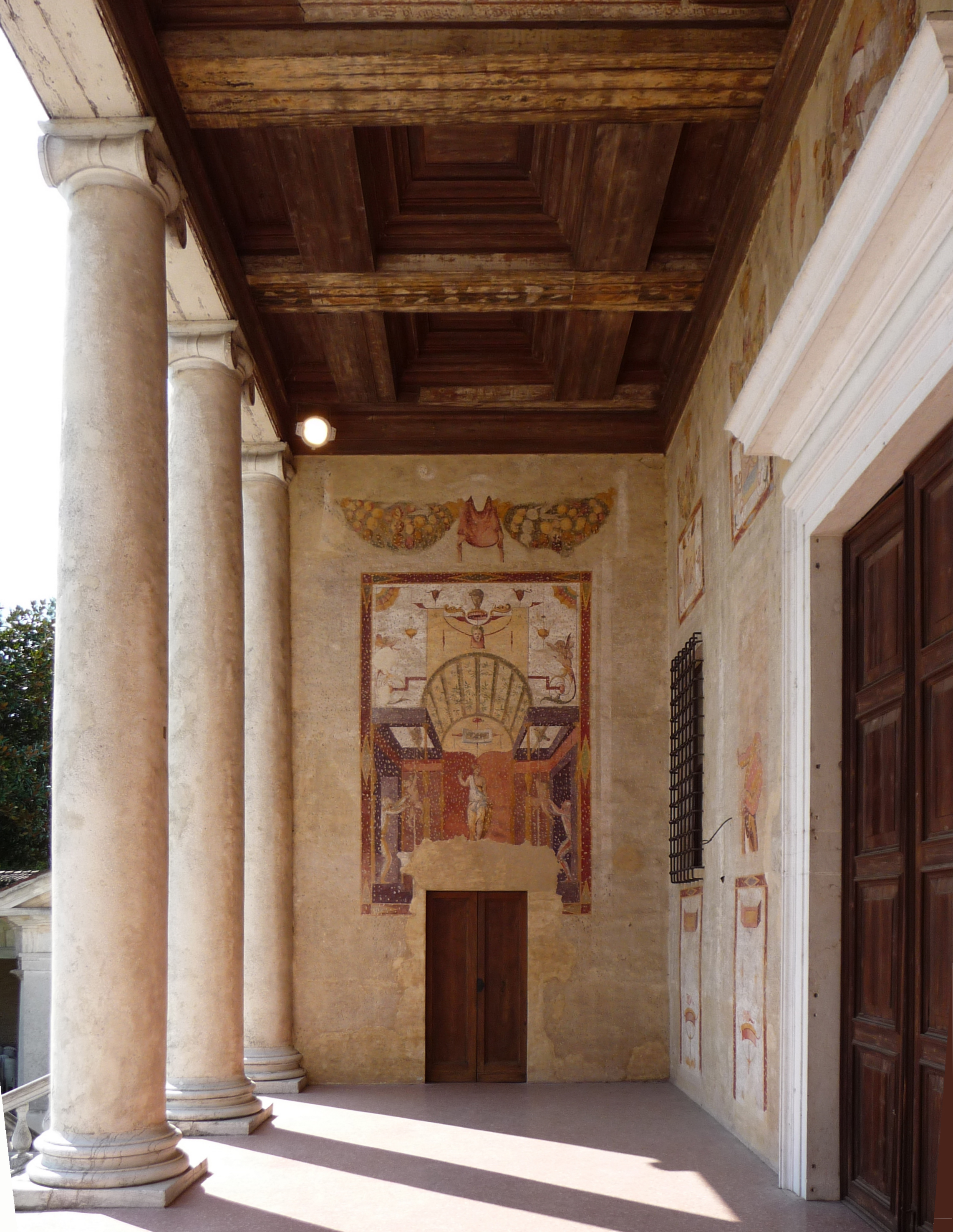
Loggia der Villa Badoer

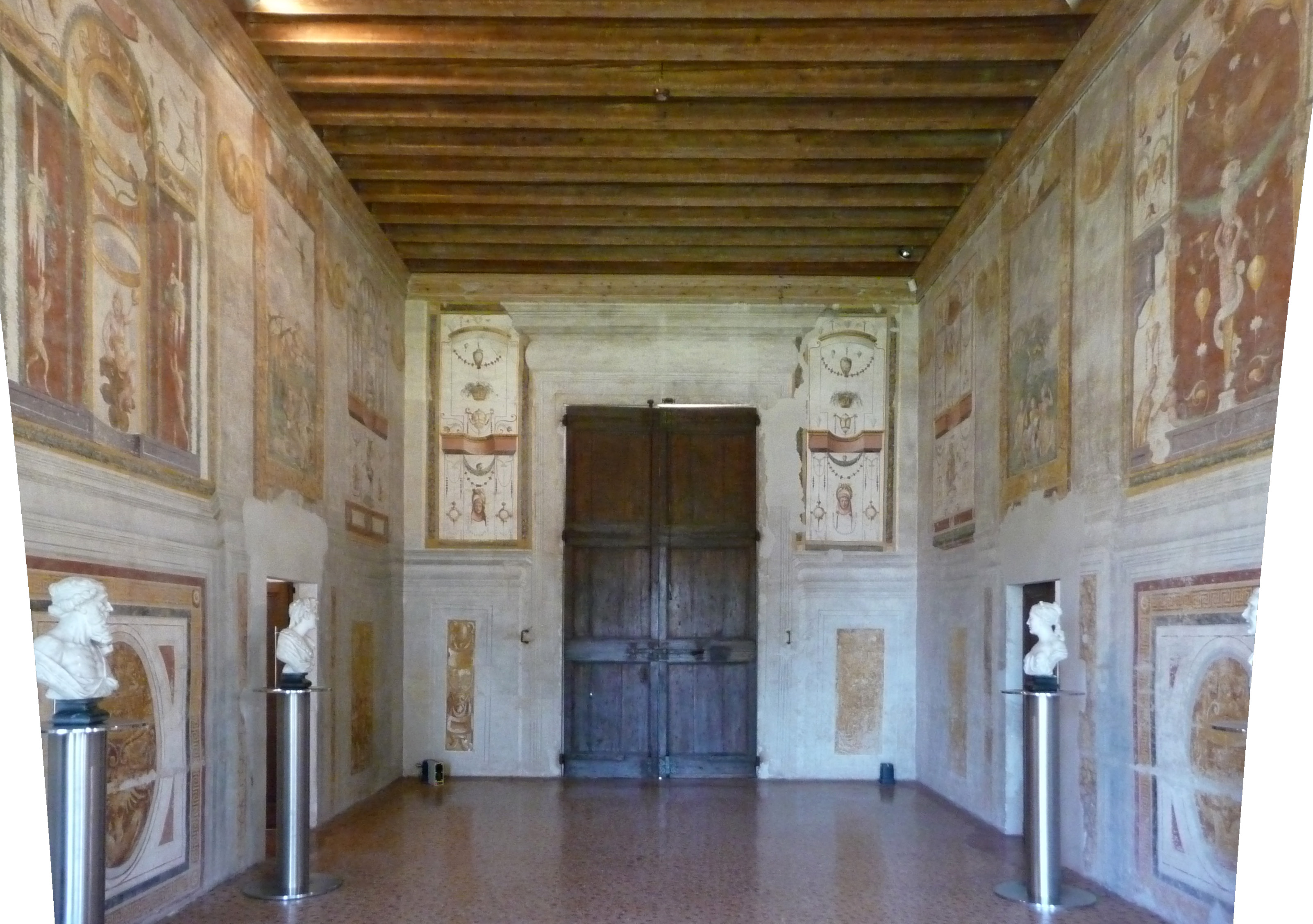
Innenansicht des Hauptraums der Villa Badoer

Die axialsymmetrische Anlage umfasst ein Hauptgebäude, diverse Seitengebäude und Grünflächen in einem ummauerten Bereich. Ursprünglich lag vor dem Grundstück ein schiffbarer Kanal.
Die Vorderseite des Hauptgebäudes wird durch einen großen Portikus mit sechs schlanken ionischen Säulen und Tympanon mit Familienwappen geprägt. Das Hauptgeschoss (Piano nobile) mit dem Portikus steht auf einem hohen Podest, zu dem eine breite, von zwei Absätzen unterbrochene Freitreppe führt. Das Äußere ist ansonsten eher schlicht. Durch das Würdemotiv der Tempelfront wird das Gebäude deutlich als adliger Wohnsitz gekennzeichnet, obwohl es in den landwirtschaftlichen Betrieb integriert ist (ursprünglich Weinlager im Untergeschoss, Getreidelager im Mezzanin!).
Auf beiden Seiten des Hauptgebäudes befinden sich Flügelbauten in Form von viertelkreis-förmigen Loggien, die jedoch nicht an das Hauptgebäude angeschlossen und gegenüber diesem leicht vorgezogen sind. Die dahinterliegenden Räume wurden als Wirtschaftsräume genutzt. Durch die Flügelbauten und das Podest des Hauptgebäudes wird die Hierarchie betont.
Die Räume im Innern des Hauptgebäudes sind ebenfalls symmetrisch zur Achse der Gesamtanlage angeordnet. Die Proportionen der Räume in Grund- und Aufriss sind nach Prinzipien der Harmonielehre in einfachen ganzzahligen Verhältnissen gestaltet. Die Räume des Hauptgeschosses sind teilweise mit Fresken ausgestattet.

## Bedeutung
Mit dieser Anlage werden wesentliche gestalterische Prinzipien des venezianischen Villenbaus erstmals formuliert. Insbesondere wird die Anlage als gelungene Synthese von landwirtschaftlichem Gutshof und repräsentativem Herrenhaus angesehen. Vorläufer für die Verwendung des Motivs der Tempelfront an einem Profanbau war die Villa Medici (Poggio a Caiano), jedoch hat Palladio das Motiv stark vergrößert und die Proportionen verfeinert. Damit ist die Villa ihrerseits Vorläufer für die Villa Emo, die Villa La Rotonda und zahllose weitere. Die Anlage ist seit 1996 Teil des UNESCO-Welterbes "City of Vicenza and the Palladian Villas of the Veneto". Sie steht im Eigentum der Provinz Rovigo und kann besichtigt werden. In einem Flügel der Villa ist seit 2009 das Staatliche archäologische Museum von Fratta Polesine (Museo archeologico nazionale di Fratta Polesine) untergebracht.